# Nemrut
Nemrut ali Nemrud (turščina: Nemrut Dagi; armenščina: Նեմրութ լեռ) je 2.134 m  visoka gora v jugovzhodni Turčiji, znana po vrhu, kjer stoji več velikih kipov, za kar se predvideva, da je kraljeva grobnica iz 1. stoletja pred našim štetjem.

## Lokacija in opis
Gora leži 40 km severno od Kâhta, v bližini Adıyamana. Leta 62 pred našim štetjem je kralj Antioh I. Teos iz Komagene zgradil na vrhu gore grobnico-svetišče ob njej pa ogromne kipe sebe, 8-9 m visoke, dva leva, dva orla in različne grške, armenske in iranske bogove, kot so Vahagn-Herkul, Aramazd-Zevs ali Oromasdes (ki je povezan z iranskim bogom Ahura Mazda), Bakht-Tihe in Mihr-Apolon-Mitra. Ti kipi so nekoč sedeli, z imenom vsakega boga vpisano na njem. Glave kipov so bile v neki fazi odstranjene od svojih teles in so zdaj razmetane po vsem mestu.
Vzorec poškodbe glav (zlasti nosovi) kažejo, da so bili hote poškodovani zaradi ikonoklazma. Kipi niso bili obnovljeni v prvotni položaj. Lokacija ohranja tudi kamnite plošče s figurami v reliefu, za katere menijo, da so oblikovale velik friz. Te plošče kažejo Antiohove prednike, ki so Armenci, Grki in Perzijci.
Iste kipe in prednike najdemo po vsem prostoru. Mogoče je najti tudi gomilo, ki je 49 m visoka in 152 m v premeru. Možno je, da je bila gomila zgrajena za zaščito grobnice pred tatovi, saj bi vsak izkop hitro napolnili z mehko skalo.  Kipi se zdi, da imajo obrazne poteze v grškem slogu, vendar armenska / perzijska oblačila in frizure.
Zahodna terasa vsebuje veliko ploščo z levom, ki prikazuje razporeditev zvezd in planetov Jupiter, Merkur in Mars na dan 7. julij 62 pred našim štetjem. To je lahko znak, ko se je začela gradnja na tem spomeniku. Vzhodni del je dobro ohranjen in je sestavljen iz več plasti kamnin, poti po vznožju gore so dokaz o obzidanem hodniku, ki je povezoval vzhodno in zahodno teraso. Možni načini uporabe te lokacije menijo, da so bili tudi verski obredi zaradi astronomske in verske narave spomenika.
Razporeditev kipov je znana z grškim izrazom hierothesion (grško:ἱεροθέσιον)). Podobne primere so našli pri Arsameia na Nymphaios pri hierothesionu očeta Antioha,  Mitridata I. Kalinika

## Zgodovina
Ko so Selevkidsko cesarstvo porazili Rimljani leta 190 pred našim štetjem v bitki pri Magnesia, so začele razpadati in se ustanavljati nove kraljevine na njenem ozemlju s strani lokalnih oblasti. Komagene, ena od držav naslednic Selevkidov, je zasedla deželo med gorami Taurus in Evfratom. Država Komagene je imela široko paleto kultur, ki so pustile svojemu vodji od 62 - 38 pr. n. št. Antioha I. Teosa opravljati svojevrsten dinastični verski program, ki ni vključeval samo armenska, grška in perzijska božanstva, ampak tudi Antioha in njegovo družino. Ta verski program je bil zelo verjetno poskus Antioha poenotiti svoje večetnično kraljestvo in zagotoviti avtoriteto svoji dinastiji.
Antioh je podpiral kult kot propagandist sreče in odrešenja.  Veliko ruševin na Mount Nemrut so spomeniki cesarskega kulta Komagene. Najpomembnejše področje za kult je bila grobnica Antioha I., ki je bila okrašena s kolosalnimi kipi iz apnenca. Čeprav cesarski kult ni trajal dolgo, saj so Antiohovi nasledniki svoje lastne grobnice tudi zgradili na gori Nemrud.  Približno polovico leta je Mount Nemrud pokrit s snegom, katerega učinek poveča vremenske vplive, ki deloma povzročajo poškodbe na kipih.

## Moderna zgodovina
Lokacija je izkopaval leta 1881 Karl Sester, nemški inženir, ki je ocenjeval transportne poti za Turke. Naknadna izkopavanja niso razkrila grobnice Antioha. Vendar še vedno verjamejo, da je to mesto njegovega pokopa. Kipi, vse od njih so "obglavili", niso bili obnovljeni v prvotno stanje.

## Obisk Nemruta
Leta 1987 je bil Mount Nemrut dodan na seznam Unescove svetovne dediščine. Turisti običajno obiščejo Nemrut od aprila do oktobra. Bližnje mesto Adıyaman je priljubljen kraj za izhodišče za izlet na goro, lahko pa se potuje tudi s helikopterjem. 

## Galerija
- Mount Nemrut
- Vzhodna terasa
- Mount Nemrut
- Glave kipov
- Glave kipov
- Vzhodna terasa
- Vzhodna terasa
- Zahodna terasa
- Vzhodna terasa: prestol
- Vzhodna terasa: glave Antiochusa I. Theosa in Heracles Artagnes Ares
- Zahodna terasa: glava Apolona/Mitre/Heliosa/Hermesa
- Vzhodna terasa: glava Apolona
- Zahodna terasa: Zevs Oromasdes
- Zahodna terasa: Heracles Artagnes Ares
- Zahodna terasa: glava boginje Kommagene (Tyche)
- Zahodna terasa: glava perzijskega boga orla
- Vzhodna terasa: levja glava
- Zahodna terasa: Orel in lev iz peščenjaka